# Gran Bretagna ai Giochi della XXIV Olimpiade
La Gran Bretagna partecipò ai Giochi della XXIV Olimpiade, svoltisi a Seul, Corea del Sud, dal 17 settembre al 2 ottobre 1988, con una delegazione di 345 atleti impegnati in ventidue discipline.